# Erster Deutscher Herbstsalon

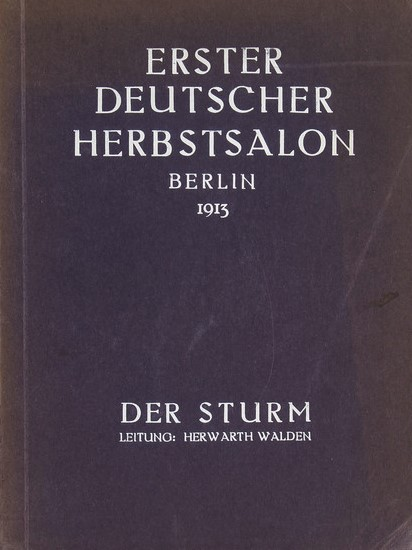
Utställningskatalog

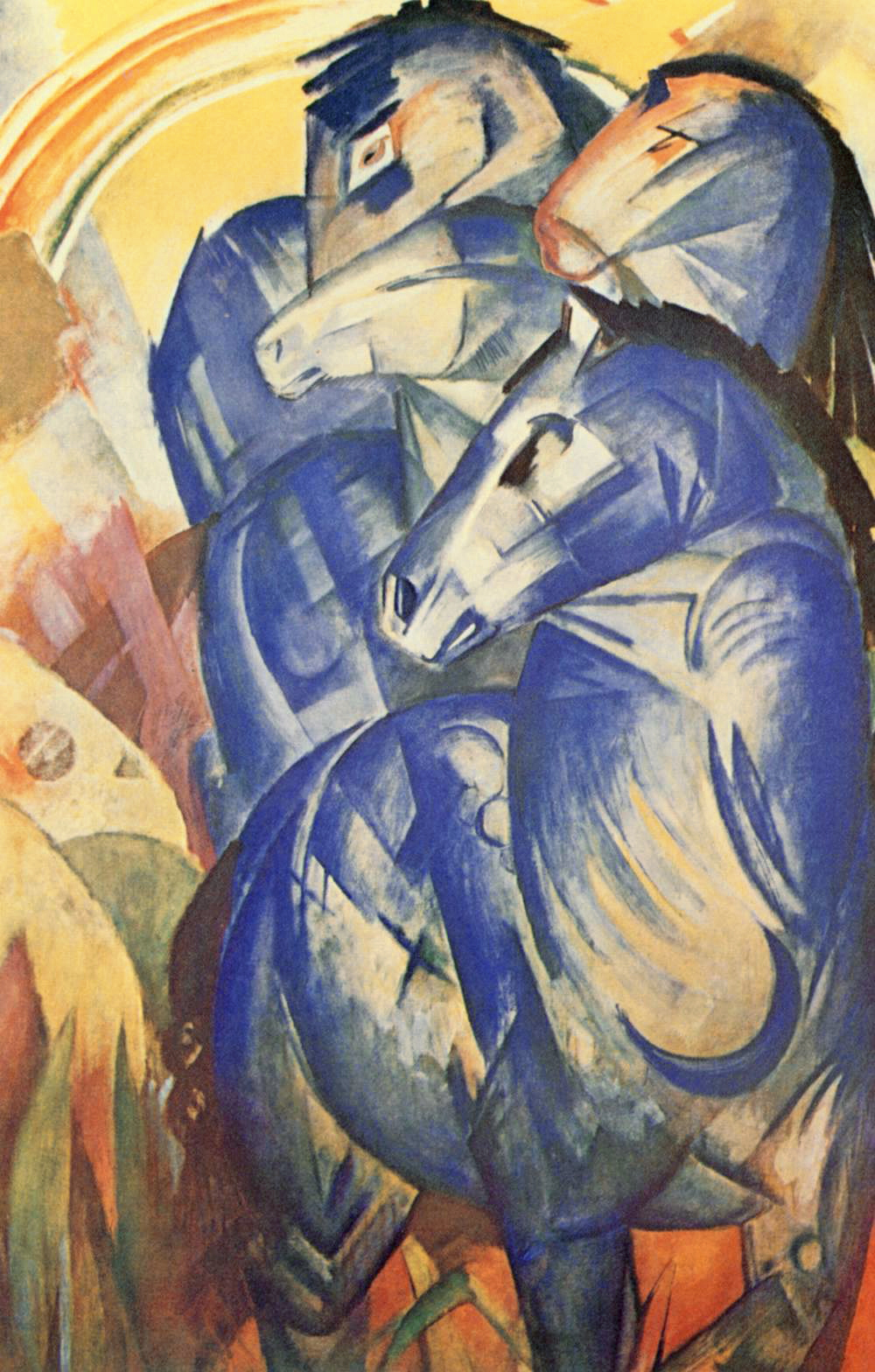
Franz Marc: De blå hästarnas torn, 1913, Utställningskatalog #272

Erster Deutscher Herbstsalon (tyska för första tyska höstsalongen) var en internationell konstutställning arrangerad av Der Sturm i Berlin 1913. Utställningen ägde rum i hyrda lokaler på Potsdamer Strasse 75, inte långt ifrån galleri Der Sturm, som drevs av Herwarth och Nell Walden. Erster Deutscher Herbstsalon pågick mellan 20 september och 1 december 1913. Utställningskatalogen förtecknar 366 konstverk av konstnärer som hörde till det internationella avantgardet, exempelvis Umberto Boccioni, Marc Chagall, Sonia Delaunay-Terk, Vasilij Kandinskij, Paul Klee, Gabriele Münter och Marianne von Werefkin.